# Казакаленда
Казакалѐнда (на италиански: Casacalenda) е село и община в Централна Италия, провинция Кампобасо, регион Молизе. Разположено е на 643 m надморска височина. Населението на общината е 2148 души (към 2013 г.).